# هينجيلو
هينجيلو Hengelo  هي بلدية ومدينة بمقاطعة أوفرآيسل بهولندا.

## طوبوغرافيا
خريطة طوبوغرافية هولندية لبلدية هينجيلو، يونيو 2014، (تقرأ بعد ثلاث نقرات على الخريطة).

## معرض صور

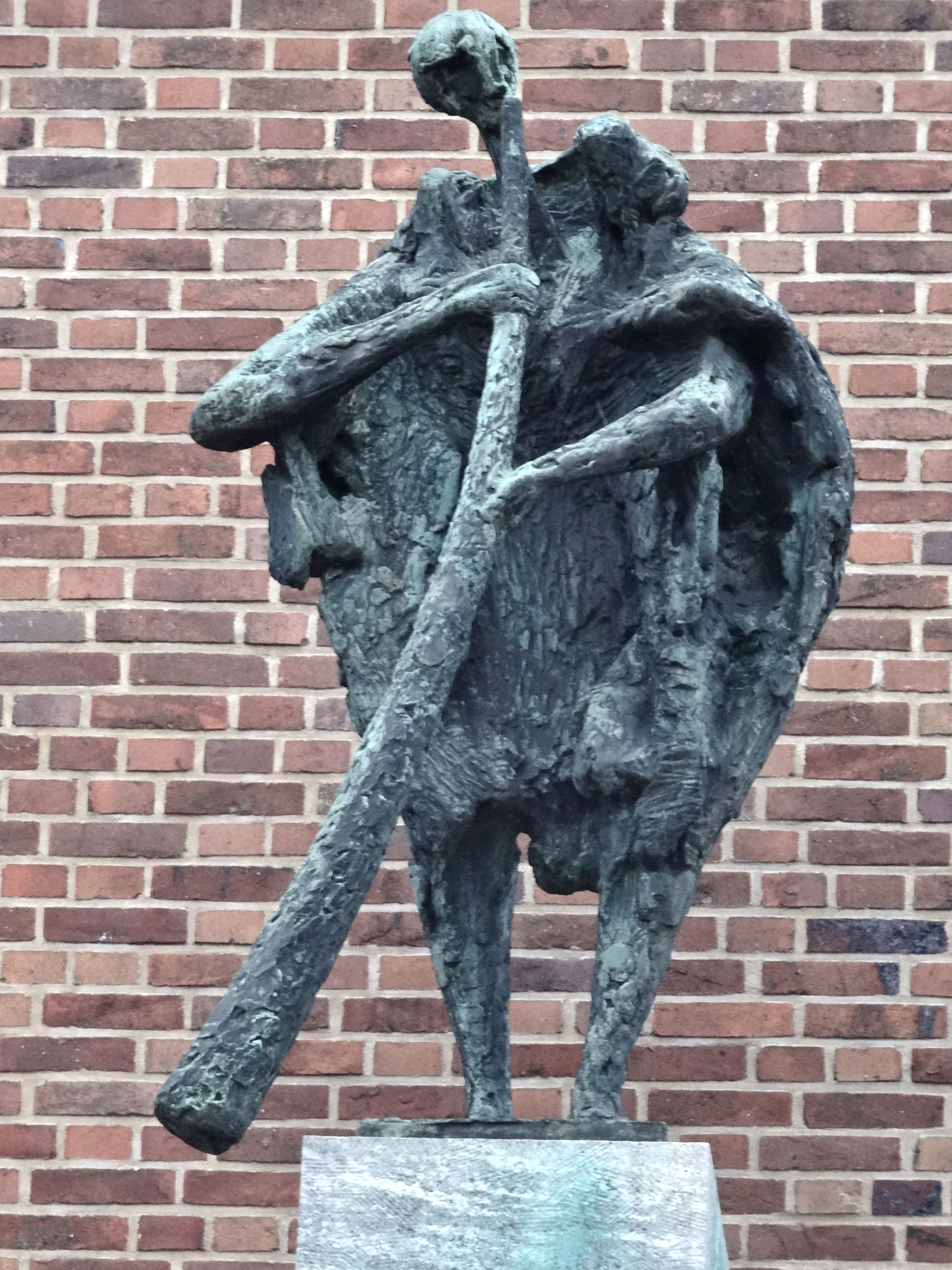
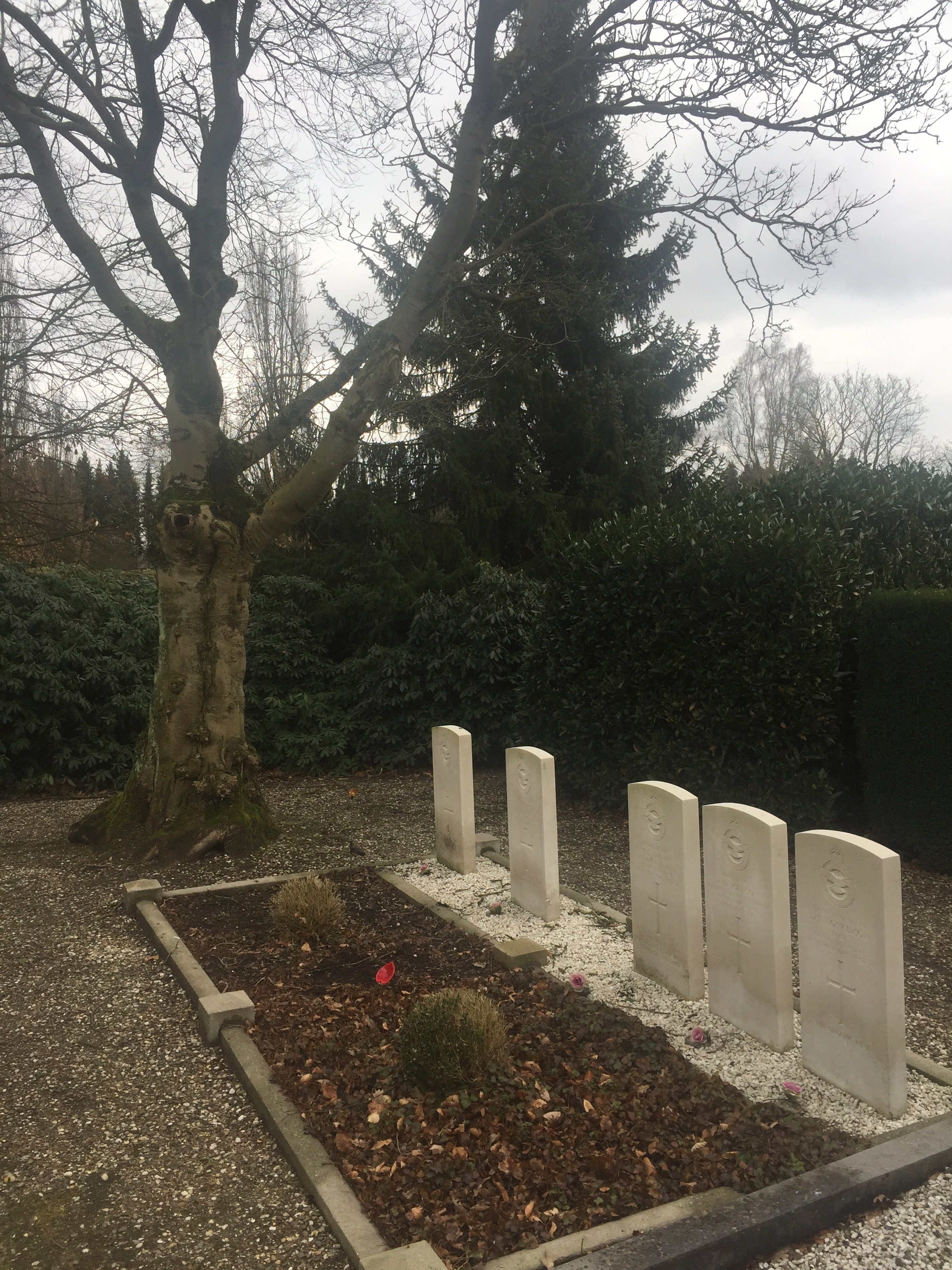
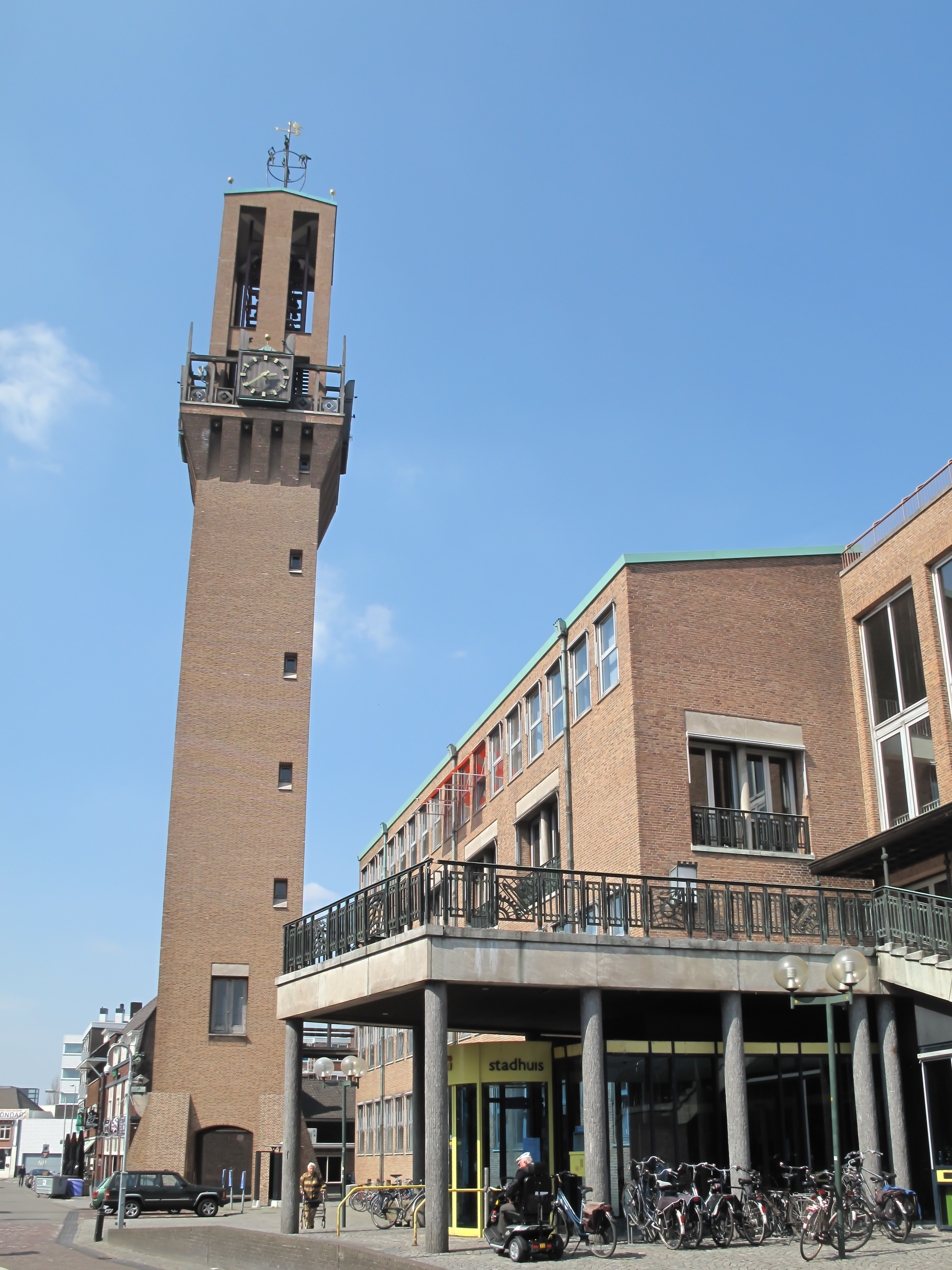
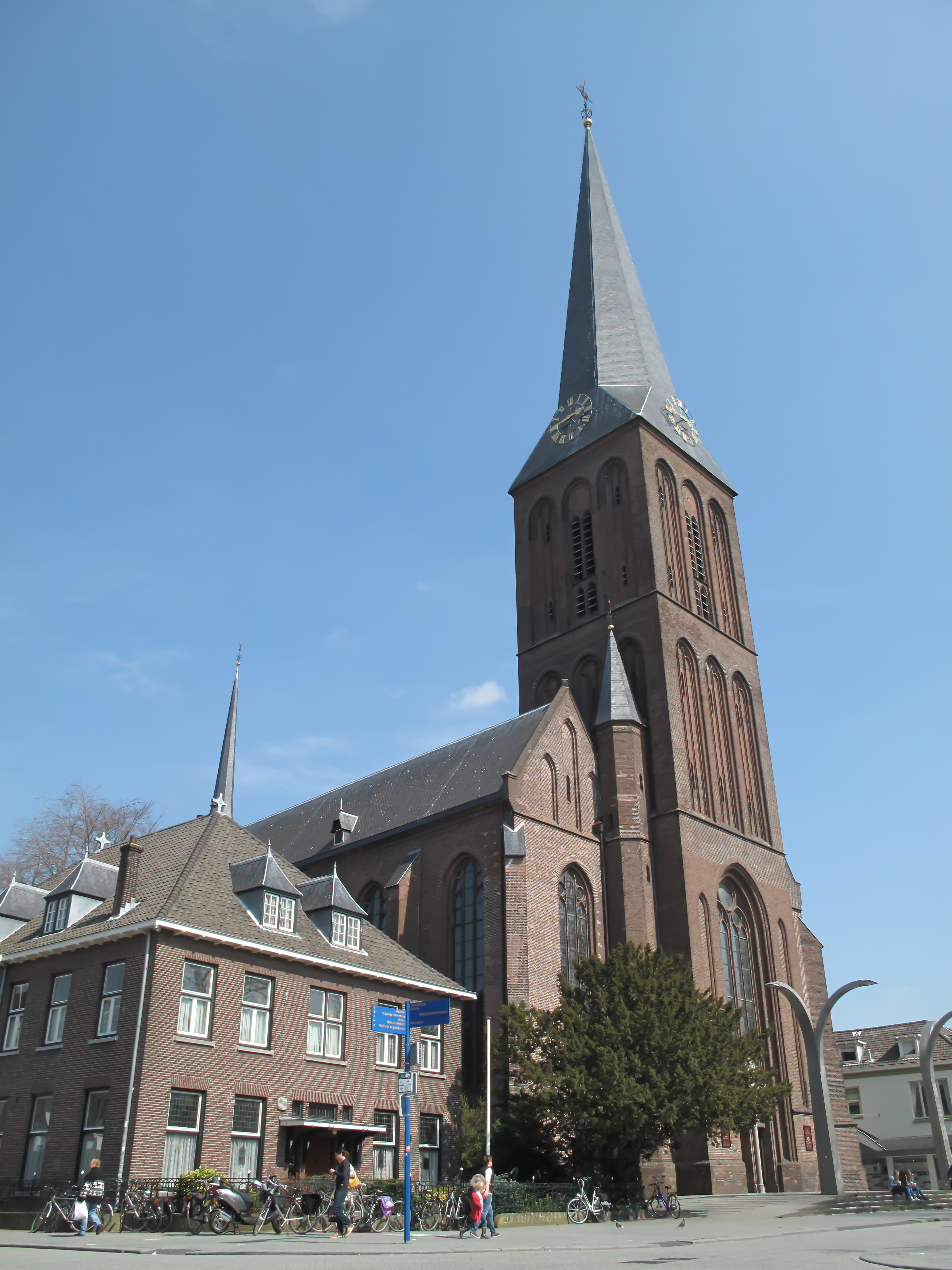
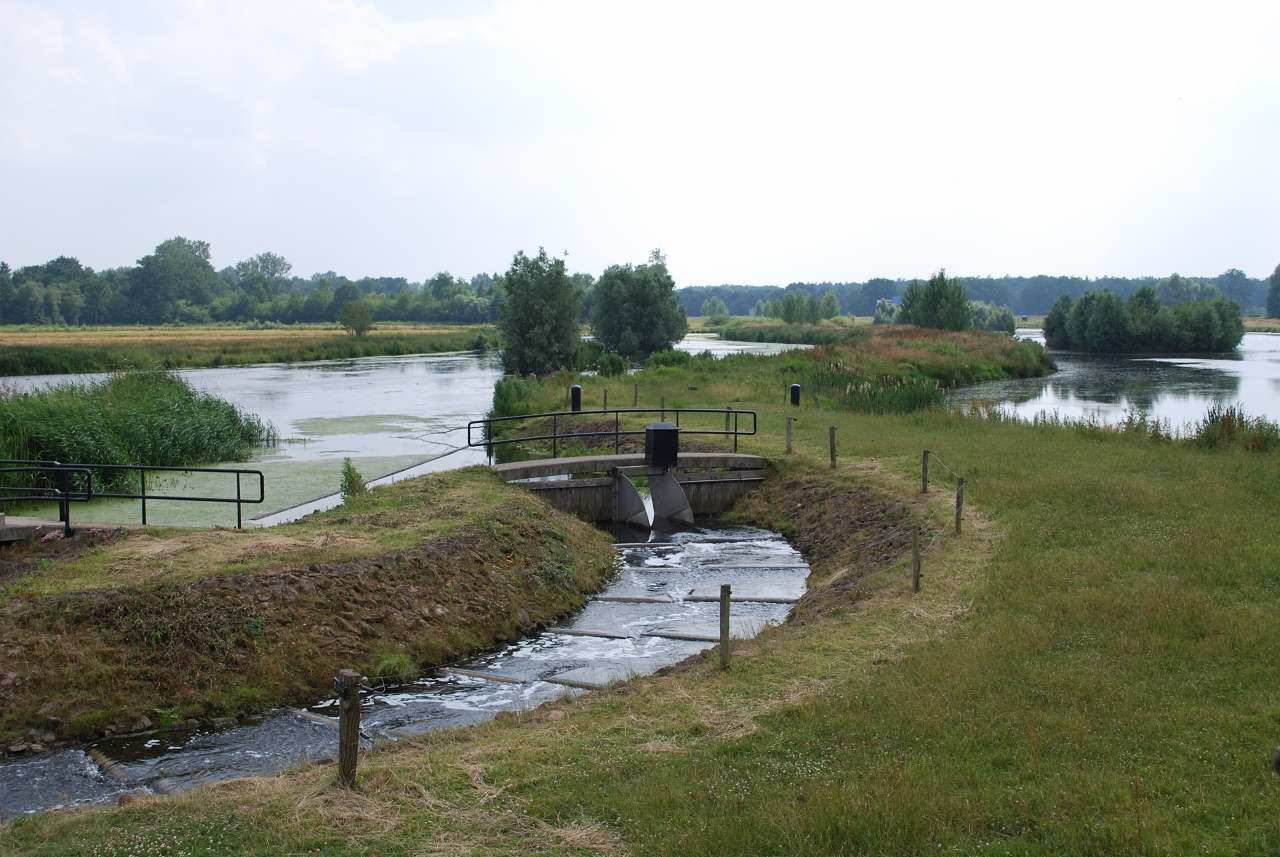

## توأمة
لهينجيلو اتفاقيات توأمة مع كل من:
- أوغره (1996 - )
- إمستدن
- بلزن
- بلدية أوغري (1996 - )

## أعلام
- نوربرت كلاين
- جاكلين دي جونغ
- بييت بيجين
- نينوس جوريا
- جوست بوستوما